# Raniuszek malutki
Raniuszek malutki, raniuszczyk (Aegithalos exilis) – gatunek małego ptaka z rodziny raniuszków (Aegithalidae). Występuje endemicznie na Jawie. Do niedawna umieszczany w monotypowym rodzaju Psaltria, wyodrębniony do Aegithalos na podstawie analizy filogenetycznej.

## Znaczenie nazwy naukowej
Gr. αιγιθαλος aigithalos – sikora. Trzy różne gatunki zostały ujęte pod tą nazwą przez Arystotelesa: raniuszek zwyczajny, bogatka zwyczajna i modraszka zwyczajna. Epitet gatunkowy: łac. exilis – mały, smukły, malutki, od ex – bez; ile, ilis – wnętrzności.

## Zasięg występowania
Gatunek endemiczny dla zachodniej i centralnej Jawy. Całkowity zasięg występowania szacowany jest na 36 200 km². Zasiedla wilgotne górskie lasy. Nie jest znana wysokość, na której jest spotykany.

## Morfologia
Długość ciała wynosi około 84 mm, w tym ogona 38 mm i dzioba 6 mm. Skrzydło mierzy 40–46 mm, skok 14 mm. Tęczówki białe. Wierzch ciała, w tym skrzydła i sterówki, jednolicie ciemnoszare. Dziób czarniawy. Gardło jasnoszare, pierś miejscami szara, spód ciała białokremowy. Nogi i stopy pomarańczowe.

## Behawior
Gatunek słabo poznany. Pod względem głosu i pożywienia przypomina raniuszka, lecz w kwestii lęgów brak jakichkolwiek danych.

## Status, zagrożenia
Gatunek od 1994 roku klasyfikowany przez IUCN jako najmniejszej troski (LC, Least Concern); wcześniej, w 1988 roku nadano mu status bliski zagrożenia (NT, Near Threatened). Całkowita populacja jest nieznana, ale szacuje się, że zmniejsza się w wyniku wycinki lasów.